# Trégor finistérien
Le Trégor finistérien ou encore Trégor morlaisien est la partie occidentale de l'ancien évêché de Tréguier faisant aujourd'hui partie du département du Finistère, alors que le reste du Trégor se trouve dans le département des Côtes-d'Armor.
Par abus de langage, et compte tenu de sa petite taille par rapport à l'essentiel du Trégor qui se trouve dans les Côtes-d'Armor, il est parfois dénommé Petit Trégor alors que cette appellation historique correspond tout au contraire à la partie sud-est de l'ancien évêché de Tréguier.

## Géographie
Ses limites géographiques sont au Nord la Manche, au sud les Monts d'Arrée, à l'Est le Douron (limite entre les départements du Finistère et des Côtes d'Armor) et à l'Ouest la Rivière de Morlaix. Cette dernière traversant la commune de Morlaix, seule la rive droite de la ville est réellement trégoroise. De même Le Cloître-Saint-Thégonnec située à l'extrémité sud-ouest du terroir est historiquement partagée entre les évêchés de Léon et de Tréguier. 
Les communes participant au Trégor finistérien sont : Botsorhel, Garlan, Guerlesquin, Guimaëc, Lannéanou, Lanmeur, Le Cloître-Saint-Thégonnec (partiellement), Le Ponthou, Locquirec, Morlaix (pour la partie située à l'est de la Rivière de Morlaix), Plouégat-Guérand, Plouégat-Moysan, Plouezoc'h, Plougasnou, Plougonven,  Plouigneau, Plourin-lès-Morlaix,  Saint-Jean-du-Doigt.  
André-Yves Bourges, distingue trois terroirs au sein du Trégor finistérien, au nord de la rivière du Dourduff un terroir maritime, au centre une zone organisée autour de la pénétrante gauloise devenue la route nationale 12 qui s'étire d'est en ouest, et au sud de la rivière de Tromorgant un pays accidenté adossé aux Monts d'Arrée. 
La côte du Trégor finistérien et aussi appelée Côte des Bruyères, elle est située entre Locquirec et Morlaix. Elle est constituée des falaises rocheuses couvertes de bruyère et de plages de sable blanc. Le sentier littoral offre des vues panoramiques sur la Côte de granit rose et sur la baie de Morlaix. 
Le sud du Trégor finistérien est en partie inclut dans le Parc naturel régional d'Armorique.

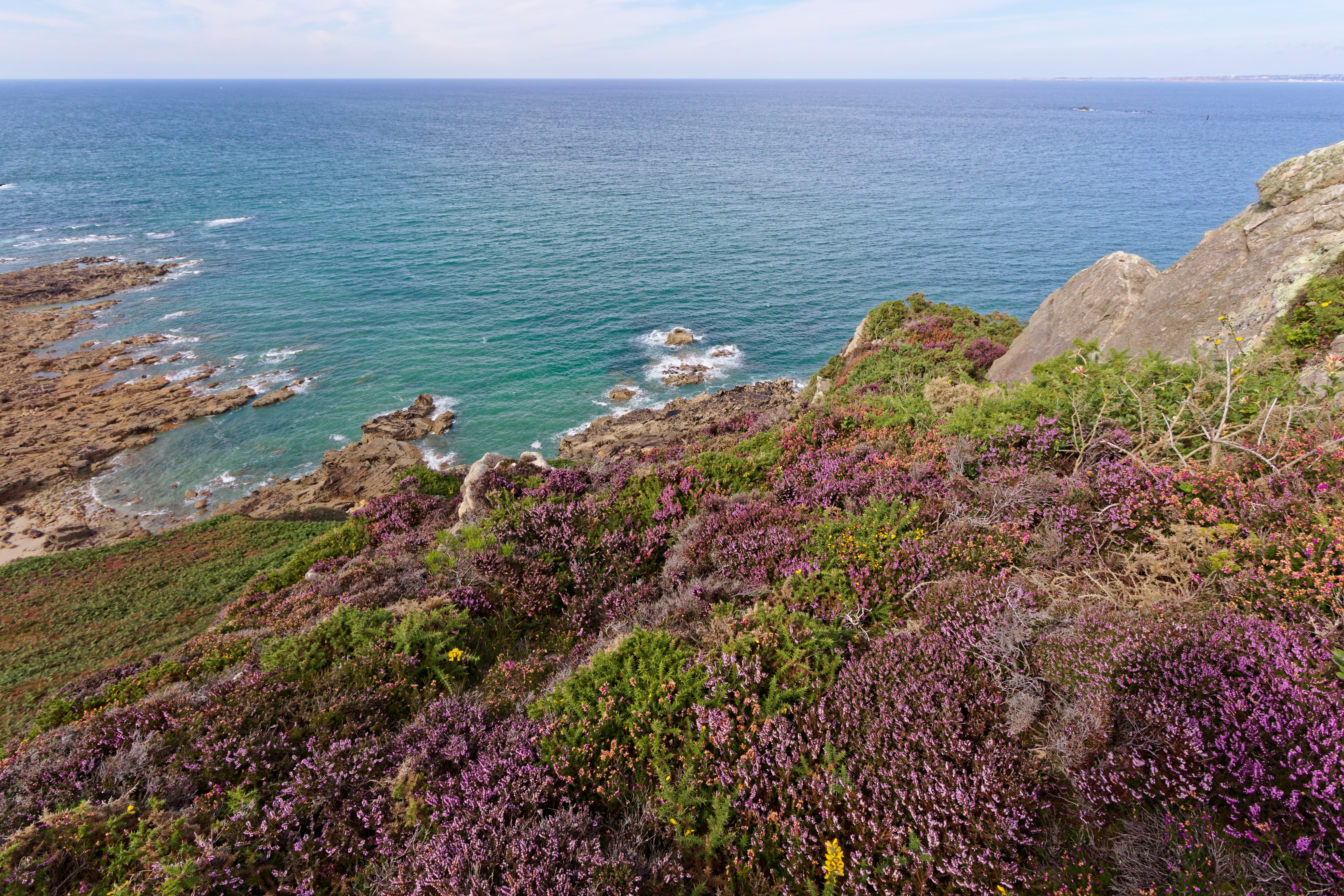
Côte des bruyères à Saint-Jean-du-Doigt depuis le GR 34.

## Histoire et patrimoine
Le Trégor finistérien correspond à peu près à l'ancien pagus Castelli dont le chef-lieu pourrait être dans Lanmeur.
Historiquement la langue bretonne parlée en Trégor finistérien présente de légères variations avec celle du Grand-Trégor.
Le Trégor finistérien présente un patrimoine rural historique riche et diversifié tant dans le domaine architectural qu'en matière d'évolutions des techniques agricoles qui a fait l'objet d'une étude détaillée.
L'écomusée de Plouigneau, situé au cœur du Trégor finistérien retrace l'évolution du monde rural trégorrois de 1860 à 1960 sur 8 000 m2.
Le sentier de grande randonnée GR34 traverse le Trégor finistérien dans son tour de Bretagne.

## Politique et administration
En 2020, seules 18 communes (la 19e, Ploujean ayant été rattachée dans Morlaix en 1960), parmi les 127 communes de ce qui constituaient le Trégor historique sont intégrées, et ceci depuis la Révolution française, dans le département du Finistère.
Depuis 2002 avec l'adhésion de Guerlesquin et Botsorhel, l'ensemble du Trégor finistérien est inclus dans la communauté d'agglomération de Morlaix Communauté.  

## Personnalités liées au terroir
Yves Hélory de Kermartin plus connu comme Saint Yves, séjourna à plusieurs reprises dans le Trégor finistérien, notamment à Plougasnou, à Guimaëc, à Lanmeur etc. au tournant des XIIe et XIIIe siècles et la dévotion dont il y fait l'objet aurait permis certains miracles pris en compte dans son procès en canonisation.
Au cours du XXe siècle la personnalité de François Tanguy-Prigent (1909-1970), agriculteur né à Saint-Jean-du-Doigt, plus jeune conseiller général de France en 1936, député refusant les pleins pouvoirs au Maréchal Pétain en 1940, résistant, ministre de l'agriculture en 1944 etc. a particulièrement marqué le Trégor finistérien.